# Riccardia demkarmana
Riccardia demkarmana là một loài rêu trong họ Aneuraceae. Loài này được Hewson mô tả khoa học đầu tiên năm 1970.